# Geissorhiza nigromontana
Geissorhiza nigromontana är en irisväxtart som beskrevs av Peter Goldblatt. Geissorhiza nigromontana ingår i släktet Geissorhiza och familjen irisväxter. Inga underarter finns listade i Catalogue of Life.